# Trentepohlia albipennis
Trentepohlia albipennis är en tvåvingeart som först beskrevs av de Meijere 1913.  Trentepohlia albipennis ingår i släktet Trentepohlia och familjen småharkrankar. Inga underarter finns listade i Catalogue of Life.